# Цитохром с-оксидаза
Цитохром с-оксида́за (цитохромоксидаза) або цитохром с-кисень-оксидоредуктаза, також відома як цитохром aa3 і комплекс IV — термінальна оксидаза аеробного дихального ланцюга перенесення електронів, яка каталізує перенесення електронів з цитохрома с на кисень з утворенням води. Цитохромоксидаза присутня у внутрішній мембрані мітохондрій всіх еукаріот, де її прийнято називати комплекс IV, а також у клітинній мембрані багатьох аеробних бактерій.
Комплекс IV послідовно окисляє чотири молекули цитохрому с і, приймаючи чотири електрона, відновлює O2 до H2O. При відновленні O2 чотири H+ захоплюються з мітохондріальним матриксом для утворення двох молекул H2O, а ще чотири H+ активно перекачуються через  мембрану. Таким чином, цитохромоксидаза вносить свій внесок у створення  протонного градієнта для синтез а АТФ і є частиною шляху  окисного фосфорилювання. Крім того, цей білковий комплекс грає ключову роль в регуляції активності всього дихального ланцюга і виробництва енергії еукаріотичною клітиною.